# ورم أصفر مخطط راحي
الورم الأصفر المُخطَّط الرَّاحي هو حالةٌ جلديَّة تحدث فيها الأورام الصفراء في طيّات راحة اليد، والتي تعد تشخيصيةً تقريبًا لشذوذ البروتين الشحمي البيتا العائلي في الدم [الإنجليزية]. تتكون الأورام الصفراء من تراكماتٍ شحميَّة داخل البَلاعِم المترسبة في أدمة الجلد.